# Okan Deniz
Okan Deniz (Muş, 20 maggio 1994) è un calciatore turco, attaccante dell'Ankara Demirspor.

## Carriera

### Club
Ha giocato nella prima divisione turca per un totale di 16 presenze, compresi i play-off per le coppe europee, distribuiti in due stagioni, cui si aggiungono 2 presenze nei turni preliminari di Europa League.

### Nazionale
Ha giocato in tutte le nazionali giovanili turche comprese tra l'Under-16 e l'Under-19.